# Шалинский сельсовет
Шалинский сельсовет - сельское поселение в Манском районе Красноярского края.
Административный центр - село Шалинское.
В состав территории сельсовета, площадь которой составляет 73469,3 га, входят земли населенных пунктов: деревни Белогорка, Верхнешалинское, Верхняя Есауловка, Кубеинка, Сосновка, а также земли, находящиеся в границах сельсовета, независимо от форм собственности и целевого назначения.
Удаленность населенных пунктов от административного центра составляет: деревни Белогорка – 10 км, Верхнешалинское – 17 км, Верхняя Есауловка – 5 км, Кубеинка – 15 км, Сосновка – 11 км.
На территории муниципального образования расположен целый ряд учреждений и предприятий, составляющих социальную инфраструктуру сельсовета.
Крупное по масштабам района предприятие Манский филиал «КрайДЭО», в котором работают свыше 70 человек, занимается добычей песчано-гравийной смеси, строительством, ремонтом автомобильных дорог и сооружений.
В селе расположены офисы Зеленогорского отдела Восточно-Сибирского банка Сбербанка РФ, Шалинского отдела Красноярского филиала Енисейского объединенного банка, дополнительного офиса ОАО «Россельхозбанка», Манского представительства Страховой компании «Надежда».
Пассажирские перевозки на территории района осуществляет ГПКК «Манское АТП».
Жители села получают медицинские услуги в Манской Центральной районной больнице. На территории села расположен и Манский отдел ветеринарии.
Сегодня в сельском хозяйстве района преобладают частные предприятия. ООО «Искра», ООО «Надежда», ООО «Рассвет», СПК «Прогресс» активно занимаются выращиванием и переработкой зерновых культур, животноводством.
В сфере заготовки и переработки древесины, кроме уже названных многопрофильных ООО «Рассвет» и ООО «Искра», трудятся ООО «Агролес» и «СибКОМ». Охраной и воспроизводством лесопосадок занимаются государственные предприятия – лесхоз (Манский филиал КГАУ «Красноярсклес») и КГУ «Манское лесничество». Электроэнергией, водой, теплом, сжиженным газом снабжают жителей села Манский производственный участок Заозерновского межрайонного отдела ОАО «Красноярскэнергосбыт», РЭС-6 ЮВЭС ОАО «Красноярскэнерго», Манский районный газовый участок КГХ «Красноярсккрайгаз», ООО «Коммунальное хозяйство».
Кроме того, в Шалинском расположен ряд важный муниципальных учреждений: Манский межпоселенческий Дом культуры, Манская межпоселенческая библиотека, Шалинская детская школа искусств и социальная гостиница. Осуществляют работу с туристами ООО «Белая сова», ООО «Раухова мельница» и молодежный центр «Феникс».

## Население
| 2010 | 2012  | 2013  | 2014  | 2015  | 2016  | 2017  |
| ---- | ----- | ----- | ----- | ----- | ----- | ----- |
| 4722 | ↘4711 | ↗4753 | ↘4705 | ↗4724 | ↗4779 | ↘4749 |

## Состав сельского поселения
В состав сельского поселения входят 6 населённых пунктов:
| № | Населённый пункт  | Тип населённого пункта       | Население |
| - | ----------------- | ---------------------------- | --------- |
| 1 | Белогорка         | деревня                      | 22        |
| 2 | Верхнешалинское   | деревня                      | 3         |
| 3 | Верхняя Есауловка | деревня                      | 520       |
| 4 | Кубеинка          | деревня                      | 4         |
| 5 | Сосновка          | деревня                      | 241       |
| 6 | Шалинское         | село, административный центр | ↘3932     |

## Местное самоуправление
Шалинский сельский Совет депутатов
Дата избрания: 03.06.2012. Срок полномочий: 4 года. Количество депутатов:  10
Глава муниципального образования
Фадеев Валерий Ильич. Дата избрания03.06.2012. Срок полномочий: 4 года

## Историческая справка
Село Шалинское возникло в период царствования императрицы Екатерины II в конце XVII века. Первое документальное упоминание относится к 1782 году и связано с именем одного из основателей Федора Ивановича Анциферова. Также в числе первых поселенцев назывались семьи Беляниных и Стрижневых. Село Шалинское названо так, потому что расположено оно на берегу реки Шалинка, ранее она носила название Шала. Река берет свое начало с гор.
Федор Анциферов назван «коренным», т.е. потомственным мещанином. С 1775 г. в России так называли лиц, занимающихся торгово-ремесленной деятельностью. Можно предположить, что он вместе со своей семьей вышел из самой крупной в те времена деревни Кускун. Видимо, село Шало возникло обычным для того времени путем, когда около отдаленных от населенных пунктов пашен и сенокосов ставились заимки – жилье и постройки для сезонных работ. Со временем туда переехал хозяин с семьей на постоянное жительство. Долгое время Шало оставалось небольшой деревенькой в медвежьем углу Восточной Сибири, так как она лежала в стороне от оживленных сухопутных и водных путей. По исповедной росписи 1795 года в ней насчитывалось только 2 двора, в которых проживало 17 душ мужского пола и 9 душ женского пола.
Значительный толчок в своем развитии Шало получило во второй четверти XIX века, когда в ней, как и в соседних деревнях, отвели земельные наделы казакам Енисейского полка. Эти казаки, входившие в две красноярские сотни, по очереди несли при городе различные военно-политические (конвоирование ссыльных, поимка беглых) и налоговые функции. В 1859 году Шало насчитывало 98 дворов с числом жителей в 429 душ мужского пола и 299 душ женского пола. Судя по явному преобладанию мужчин и отсутствию в деревне своей церкви, переселение казаков в деревню произошло в начале 50-х годов XIX века. Религиозные нужды жителей обслуживала скромная деревянная часовня. Позднее в Шало была выстроена церковь, примерно в 1848 году Покровской церковью из Красноярска в Шало была передана икона «Святой Параскевы» и, стало быть, Шалинская церковь должна была получить такое же название. В тридцатых годах XX века церковь была закрыта и в этом здании был размещен кинотеатр «Заря».
В XIX веке с. Шало входило в состав волости, центром которого одно время была Вознесенка, затем к 1893 году с. Шало само стало центром волости. В нем (на совр. ул. Ленина) была выстроена «волость» (так в то время называли здание, в котором размещалось управление волостью). В этом здании состоялись торжества по поводу столетия победы над Наполеоном в Отечественной войне 1812 года. Последние годы в этом здании была размещена школа, затем Дом пионеров. Сейчас это здание снесено, а на его месте расположен мемориал землякам-манцам, погибшим на фронтах Великой Отечественной войны 1941-1945 годов.
В 1900 году в Шало было 5 мельниц, построенных на реке Шалинка, 1 хлебозаготовительный магазин, 2 торговые лавки, 1 тюрьма, выстроенная властями уже в 1905 – 1907 гг. В 1911 г. был образован Красноярский уезд, в который входило 11 волостей, 275 селений, 4 прииска и 16 железнодорожных станций и разъездов. В том числе была образованна Шалинская волость. На 1911 год Шалинская волость насчитывала 31 селение с числом дворов 1781 и числом душ 10101, из них 5310 мужчин и 4791 женщин. Само Шало насчитывало 1881 жителя. В эти годы Шало – центр одного из передовых леспромхозов, в котором впервые в крае были применены трактор-корчеватель и бензопила.
4 апреля 1924 года приказом Енгубисполкома в Красноярском уезде был образован Манский район из волостей: Степно-Баджейской, Шалинской, Тертежской. Центром стало с. Шалинское.
С началом Великой Отечественной войны в ряды Красной Армии райвоенкоматом Манского района было призвано 9670 человек. Из них погибло 5630 человек, пропало без вести 1334 человека. В Шало во время войны был расположен стационарный военный госпиталь.
В 1960-80-х годах село стало обновляться новыми кирпичными зданиями. Построена школа-десятилетка, больница, Госбанк, Дом Советов, быткомбинат, райунивермаг и другие красивые здания. Село начало расширяться, появились новые улицы. Стали приезжать новые люди. Появились новые организации с большим количеством техники.